# Cantó de Moissac-2
El cantó de Moissac-2 és un cantó francès del departament de Tarn i Garona, situat al districte de Los Sarrasins. Té 3 municipis i el cap és Moissac.

## Municipis
- Moissac
- Lisac
- Senta Tecla de Montesquiu

## Història
| Data d'elecció                           | Identitat             | Partit | Qualitat |
| ---------------------------------------- | --------------------- | ------ | -------- |
| 1985-1998                                | Louis Violle          | PRG    |          |
| 1998-                                    | Guy-Michel Empociello | PRG    |          |
| les dades anteriors no són pas conegudes |                       |        |          |
|                                          |                       |        |          |